# Пшибихово
Пшибихово (пол. Przybychowo) — село в Польщі, у гміні Полаєво Чарнковсько-Тшцянецького повіту Великопольського воєводства.
Населення — 362 особи (2011).
У 1975-1998 роках село належало до Пільського воєводства.

## Демографія
Демографічна структура станом на 31 березня 2011 року:
|          | Загалом | Допрацездатний вік | Працездатний вік | Постпрацездатний вік |
| -------- | ------- | ------------------ | ---------------- | -------------------- |
| Чоловіки | 185     | 45                 | 127              | 13                   |
| Жінки    | 177     | 46                 | 99               | 32                   |
| Разом    | 362     | 91                 | 226              | 45                   |